# Лестър
За футболния отбор вижте Лестър Сити.
Лестър (на английски: Leicester) е град в Централна Англия, единна администрация в историческото графство Лестършър. Намира се на 50 km източно от Бирмингам. Населението му е около 288 000 души (2005).

## Спорт
Представителният футболен отбор на града носи името „Лестър Сити“.

## Фестивали
- Фестивал на комедията в Лестър – провежда се през февруари.
- Международен музикален фестивал в Лестър – провежда се през септември.
- Фестивал на литературата в Лестър – провежда се от 2008 г., през ноември.
- Бирен фестивал в Лестър – провежда се през март.
- Фестивал на науката в Лестър – провежда се през март.
- Фестивал на храната в Лестър – провежда се през ноември.
- Фестивал на жонглирането и цирковото изкуство в Лестър – провежда се през юни.

## Личности
Родени
- Дейвид Айк (р. 1952), писател
- Пол Андерсън (р. 1988), футболист
- Джулиан Барнс (р. 1946), писател
- Джон Дийкън (р. 1951), музикант
- Гари Линекер (р. 1960), футболист
- Джон Лорд (1941 – 2012), пианист и композитор
- Крис Удинг (р. 1977), писател
- Грег Уинтър (р. 1951), биохимик
- Греъм Чапман (1941 – 1989), актьор

Свързани с Лестър
- Александър Тунчев (р. 1981), български футболист играещ в местния ФК Лестър Сити от лятото на 2008 г.

## Други
- В Лестър се намира пистата за автомобилни състезания Донингтън парк